# 里德萬·迪布拉
里德萬·迪布拉（1959年1月9日—）是一个阿尔巴尼亚作家。

## 生平
他出生在阿尔巴尼亚的斯库台。在那里，他上大学学习“阿尔巴尼亚语言文学”。从1994年起，他开始在大学里讲授阿尔巴尼亚语言文学。迪布拉是一位创新的作家。他曾获得多项国家奖项，包括“Rexhai Surroi”奖。
他被认为是阿尔巴尼亚五大作家之一。

## 主要作品
- 《Nudo》（裸体）（1995年）
- 《Kurthet e dritës》（Traps of Light）（1997年）
- 《Triumfi i Gjergj Elez Alisë》（The Triumph of Gjergj Elez Alia）（1999年）
- 《Stina e ujkut》（Season of the Wolf）（2000年）
- 《Të lirë dhe të burgosur》（The Free and the Imprisoned）（2001年）
- 《Triumfi i dytë i Gjergj Elez Alisë》（The Second Triumph of Gjergj Elez Alia）（2003年）
- 《Email》（2003年）
- 《Kumte dashurie》（Love messages）（2004年）
- 《Sesilja ose sexonix》（2005年）
- 《Franc Kafka i shkruan të birit》（Franz Kafka writes to his Son）（2007年）
- 《Stina e maceve》（The Season of the Cats）（2006年）
- 《Kanuni i Lekës së vogël》（The Kanun of Leka Junior）（2011年）
- 《Legjenda e vetmisë》（The Legend of Solitude）（2012年）
- 《Gjumi mbi borë》（Sleeping on Snow）（2016年）
- 《Treni i muzgut》（The Twilight Train）（2017年）